# 부산우편집중국

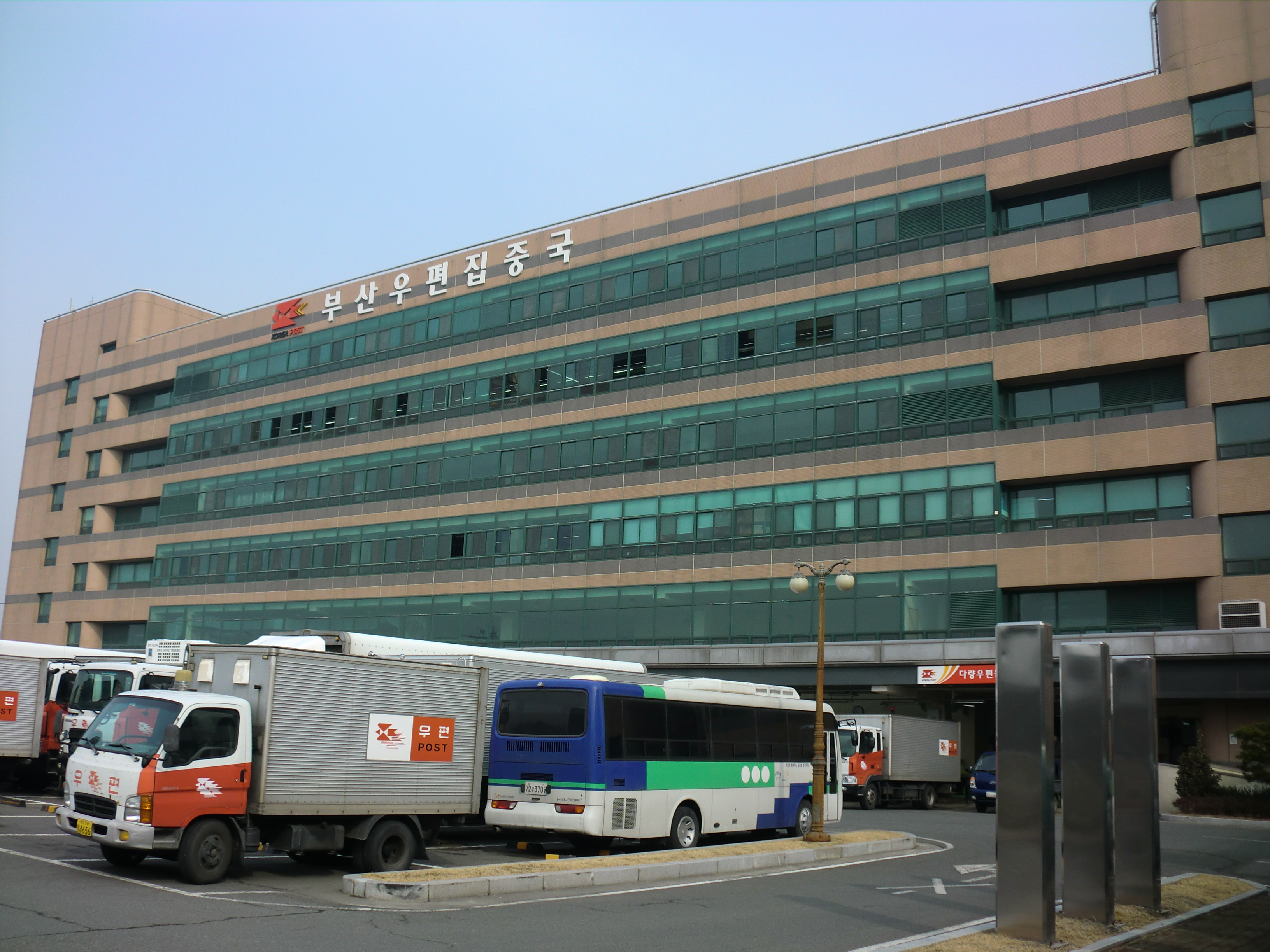
부산우편집중국

부산우편집중국(釜山郵便集中局)은 대한민국 과학기술정보통신부 우정사업본부 부산지방우정청 소속의 우편물을 신속, 정확하게 분류·연결하는 업무를 담당하는 기관이다. 부산광역시 강서구 대저로49번길 22에 있다.

## 관할 구역
- 부산광역시(해운대구와 기장군 제외), 김해시, 밀양시

## 조직
- 기술과
  - 우편기계계
  - 동력설비계
- 업무과
  - 물류총괄계
  - 소포발착계
  - 통상우편계
- 지원과